# Graham Stark

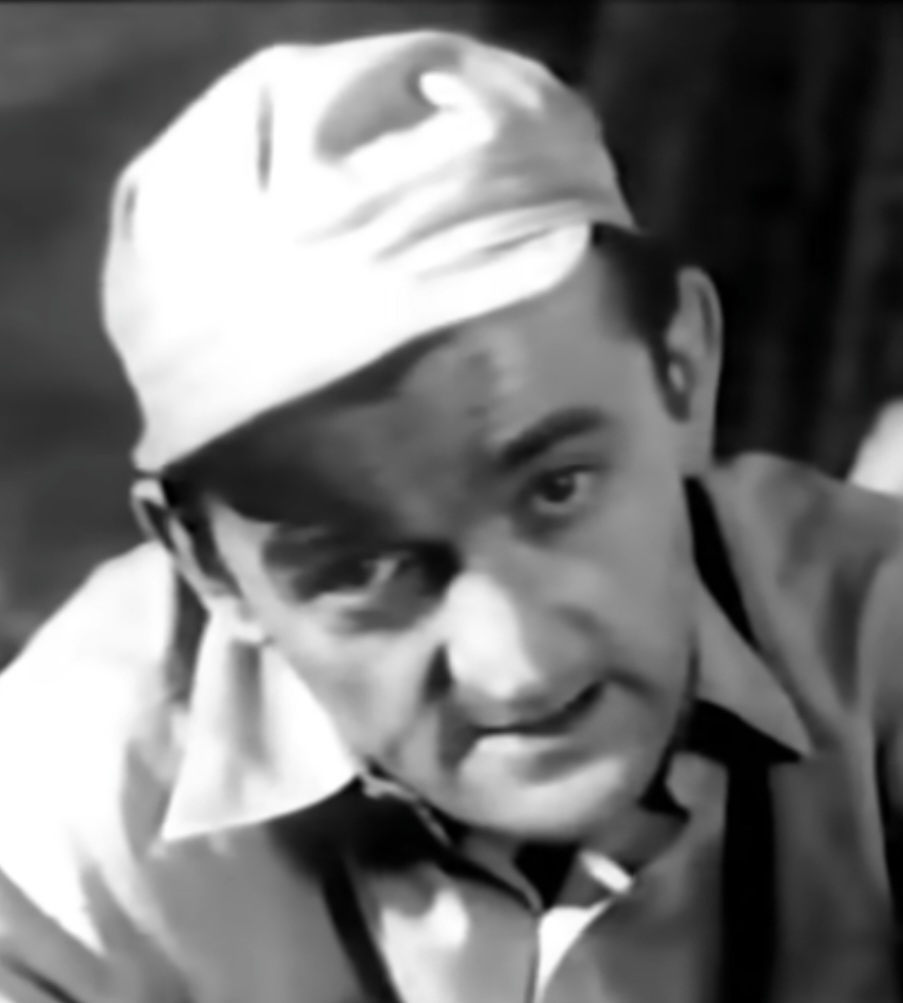
Fotografía de Graham Stark en 1961.

Graham William Stark (20 de enero de 1922-29 de octubre de 2013) fue un actor, escritor y director inglés conocido especialmente por su colaboración en la serie de películas de la Pantera Rosa, junto a Peter Sellers.
Nació en 1922, en Wallasey, al noroeste de Inglaterra, era hijo de un marino mercante y estudió en la Wallasey Grammar Schoolde Wallasey. Su madre lo animó a dedicarse al mundo del espectáculo. En 1935, a los 13, después de haber recibido lecciones de danza, debutó profesionalmente con una versión de Alí Babá y los cuarenta ladrones en el Lyceum Theatre de Londres, compartiendo cartel junto a la leyenda del musical Florrie Forde.
Durante la Segunda Guerra Mundial, sirvió en la Royal Air Force, pero no llegó a prestar servicios de vuelo al ser daltónico. Durante su estancia en la RAF, conoció a Dick Emery, Tony Hancock y Peter Sellers, estos dos últimos formaban parte del Ralph Reader's Gang Shows. Con Sellers compartiría una gran amistad durante el resto de su vida. Con el Gang Shows, recorrió diversos establecimientos militares, en el norte de África, Birmania, Italia y Alemania.
Al acabar la guerra estudió en la Real Academia de Arte Dramático y se incorporó al círculo de actores que se daban cita en un pub de Londres, situado en Victoria, regentado por Jimmy Grafton, que se convertiría en lugar de reunión de algunos artistas que pronto serían figuras estelares del espectáculo.
En los años cincuenta, Stark comenzó a trabajar en la BBC Radio, gracias a los contactos de Hancock, haciendo su debut en Happy Go Lucky y continuó con Ray's A Laugh y The Goon Show. Durante un tiempo fue un habitual en la Educating Archie. Stark fue colaborador regular, junto a Peter Sellers, en los programas de televisión A Show Called Fred y Son of Fred. 
En cine, se hizo popular con sus intervenciones en la serie de películas de la Pantera Rosa. Su primer papel fue en A Shot in the Dark (Un disparo en la sombra/El nuevo caso del inspector Clouseau) (1964), como Hercule Lajoy, ayudante del inspector Clouseau. Intervino en muchas de la película de la serie, interpretando una gran variedad de personajes, retomando el personaje de Lajoy, en Tras la pista de la Pantera Rosa (1982) y dos veces interpretando al doctor Auguste Balls en La venganza de la Pantera Rosa (1978) y El hijo de la Pantera Rosa (1993). Ejecutó un simpático papel en "Víctor o Victoria" (1982) de Blake Edwards. También tuvo una destacable actuación en la película Alfie (1966), como Humphrey, un tímido conductor de autobús que se casa con la novia embarazada del protagonista (interpretado por Michael Caine). También desempeñó el papel del médico de Lord Fortnum, el capitán Poncio Kak , en la obra de teatro The Bed-Sitting Room, que se estrenó en el Teatro Mermaid el 31 de enero de 1963. Después de la muerte de James Beck, Graham se hizo cargo del papel del soldado Joe Walker en la adaptación de radio de Dad's Army.
La última película en la que participó fue Las increíbles aventuras de Marco Polo, en 1998.